# Divadlo

Interiér Divadla Colón v Buenos Aires

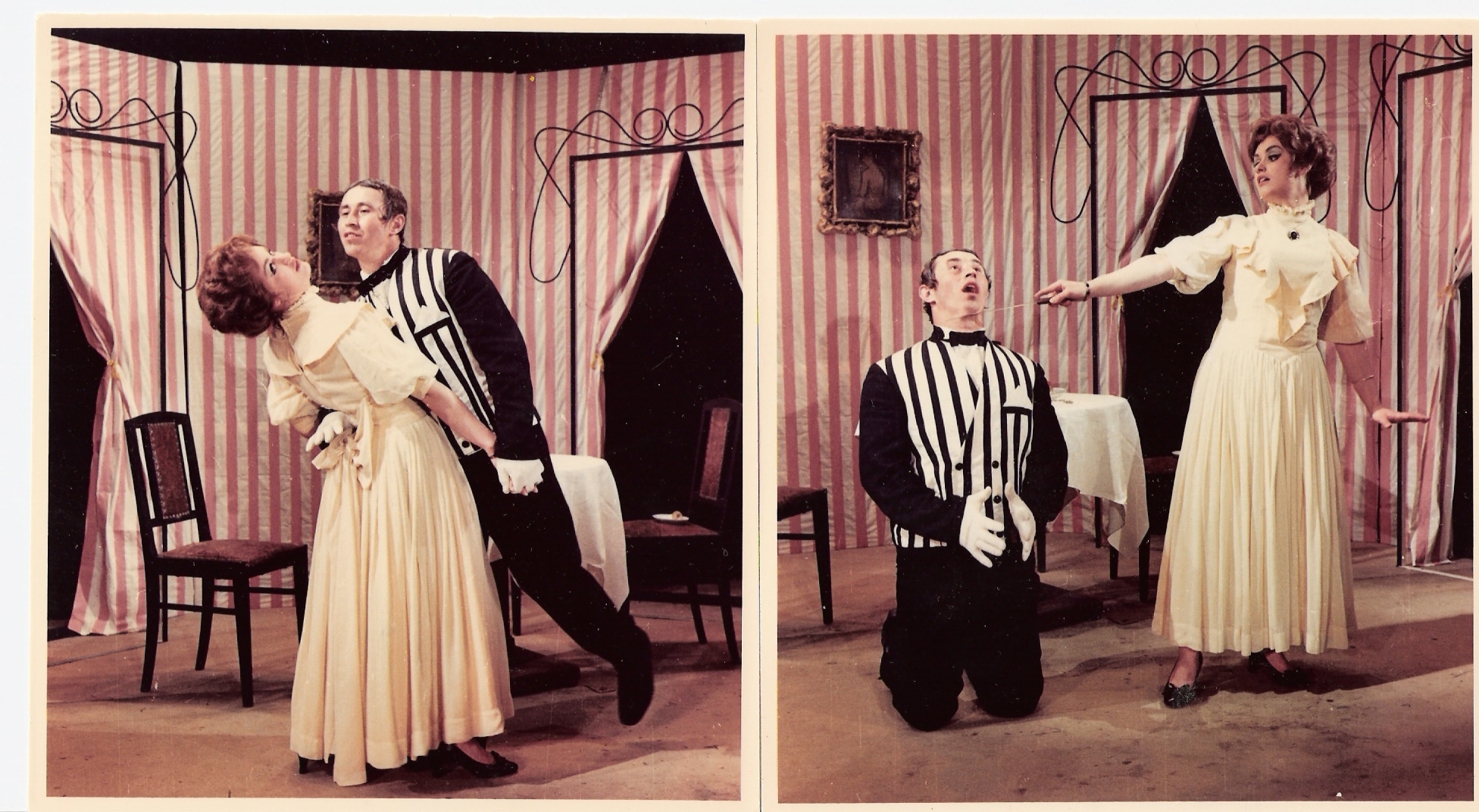
Fotografie z představení Blázinec v prvním poschodí (1972)

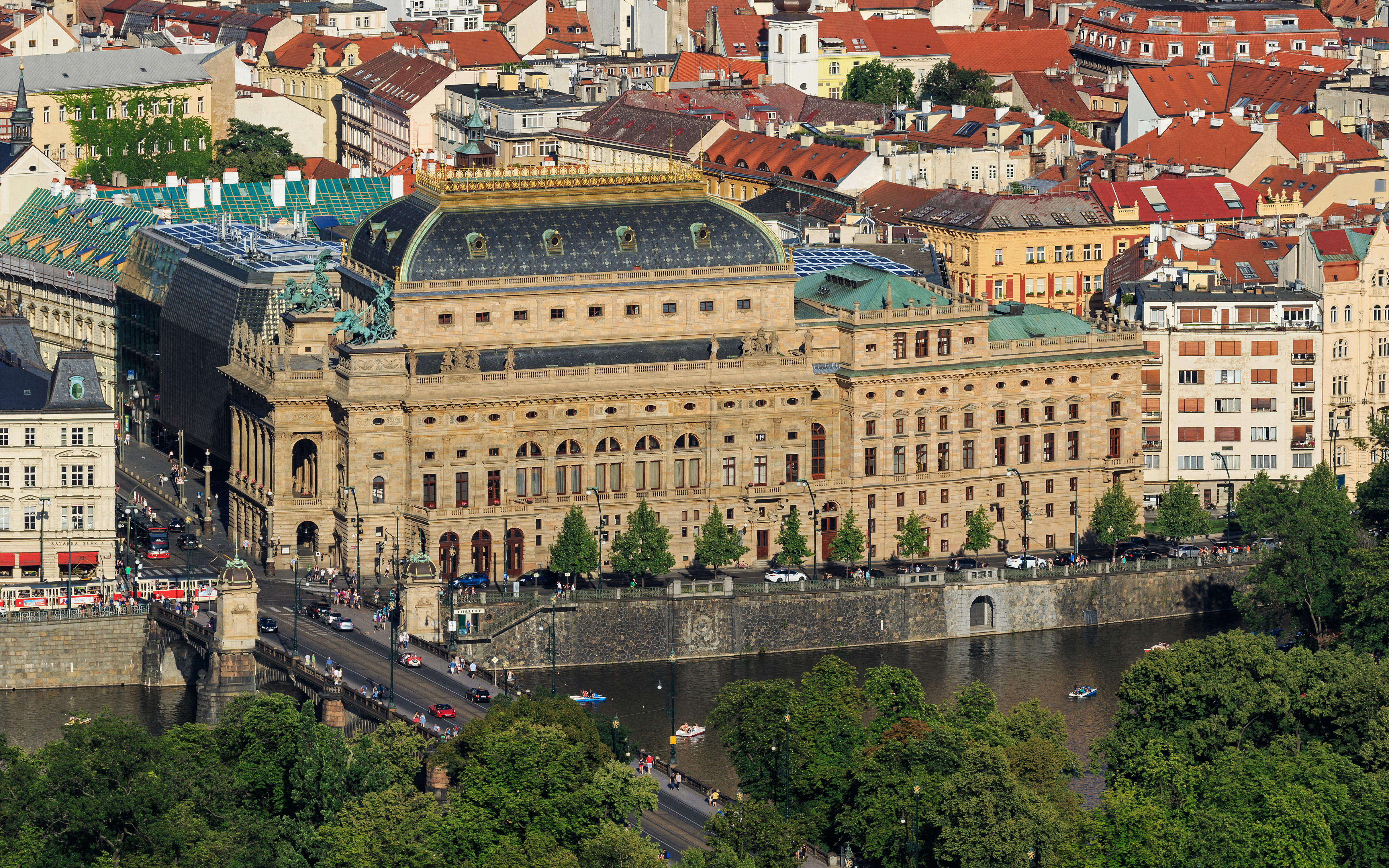
Národní divadlo v Praze

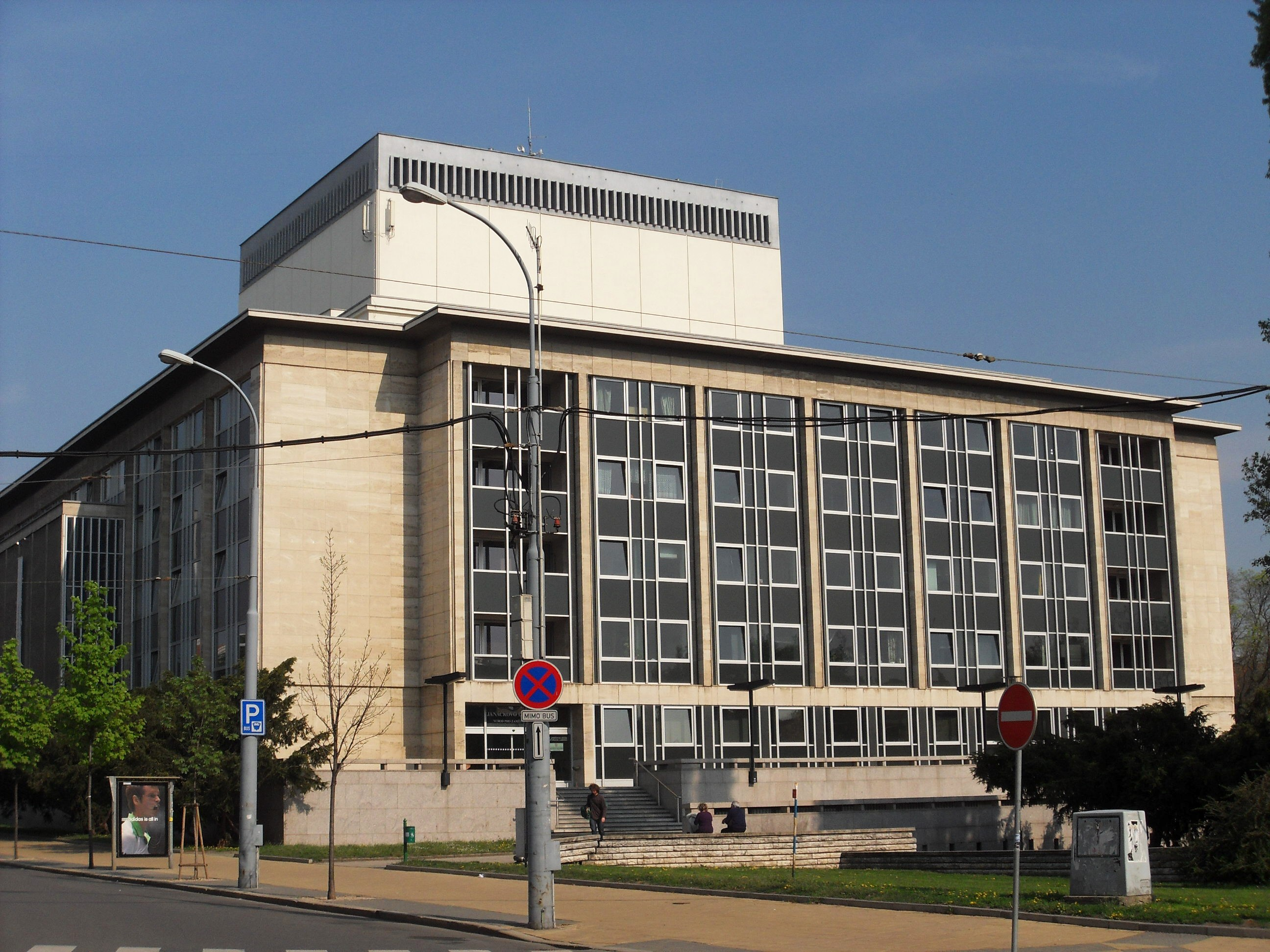
Janáčkovo divadlo v Brně

Divadlo je výkonné čili múzické umění, při němž herci (případně zpěváci a tanečníci) na jevišti předvádějí divadelní hru. Diváci obvykle sedí v hledišti divadelní budovy nebo v hledišti tzv. otevřené scény (příp. tzv. letní divadelní scény).
Divadlem se zabývá divadelní věda čili teatrologie.

## Tvorba
Divadlo vzniká tak, že kolektiv tvůrců (dramaturgové, herci, režiséři, choreografové, scenáristé, inspicient, korepetitor, scénograf atd.) a technických spolupracovníků (technici, zvukaři, osvětlovači) tvoří společně divadelní inscenaci, která je předvedena buďto jednorázově nebo ve vícero reprízách divákům.

### Fáze tvorby
1. volba dramatického textu (scénáře, dramatu, komedie, tragédie)
2. zkoušky, na kterých je dramatický text převáděn do jevištní podoby hry herců, scénografií, hudbou a tancem pod vedením režiséra (u hudebně-dramatických žánrů také v úzké spolupráci s dirigentem divadelního orchestru)

## Charakteristické znaky

### Kolektivní pojetí
Jedná se o kolektivní umění (na rozdíl od literatury apod.), tedy o společné dílo několika tvůrců (dramatik, režisér, herec, scénograf, případně hudební skladatel atd.), které také publikum v hledišti vnímá kolektivně. Žádné umění není v tak úzkém vztahu ke společnosti jako divadlo. Divadlo však též ovlivňuje společnost, a to např. z pohledu nahlížení na svět.

### Interaktivní pojetí
Zatímco u výtvarných umění a literatury divák a čtenář vnímá definitivně ukončené umělecké dílo, divadla se účastní jako aktivní složka při jeho dotváření. Obdobně je tomu i u jiných interaktivně vytvářených děl, kde divák dotváří výsledné dílo svou účastí (např. zvukové objekty, speciální umělecké instalace, digitální interaktivní díla apod.)

### Tematická omezenost
Tématem klasického divadla (na rozdíl od jiných typů umění) musí být vždy nějaká lidská nebo společenská událost, divadlo se musí zabývat člověkem, neboť hlavním nositelem divadelního výrazu je vždy člověk-herec. To však nemusí platit pro experimentální divadlo.

### Paralelnost smyslových vnímání
Divadlo je umění opticko-akustické a časově-prostorové. Ostatní druhy umění vnímáme buď zrakem (literatura, klasické výtvarné umění), nebo jen sluchem (hudba, zpěv), kdežto divadlo všemi lidskými smysly současně.
Obdobně je tomu v některých proudech současného výtvarného umění, jako je procesuální umění, akční umění, performance, kinetické umění, multimediální umění, interaktivní umění apod.

### Podíl jiných umění
Do divadelní struktury vstupují i jiné druhy umění jako její složky. Některé jsou i mimo divadlo samostatnými uměními (malířství, hudba, architektura, zpěv, tanec), jiné existují v divadle (herectví, režie, scenáristika) a v divadlu příbuzných oborech, jako je film, rozhlas nebo televize. V současném výtvarném umění od začátku 20. století (futuristé a dadaisté) a potom od poloviny 50. let (Jackson Pollock, Robert Rauschenberg, akční umění a performance) je umělec též integrovanou součástí uměleckého díla.

## Úlohy

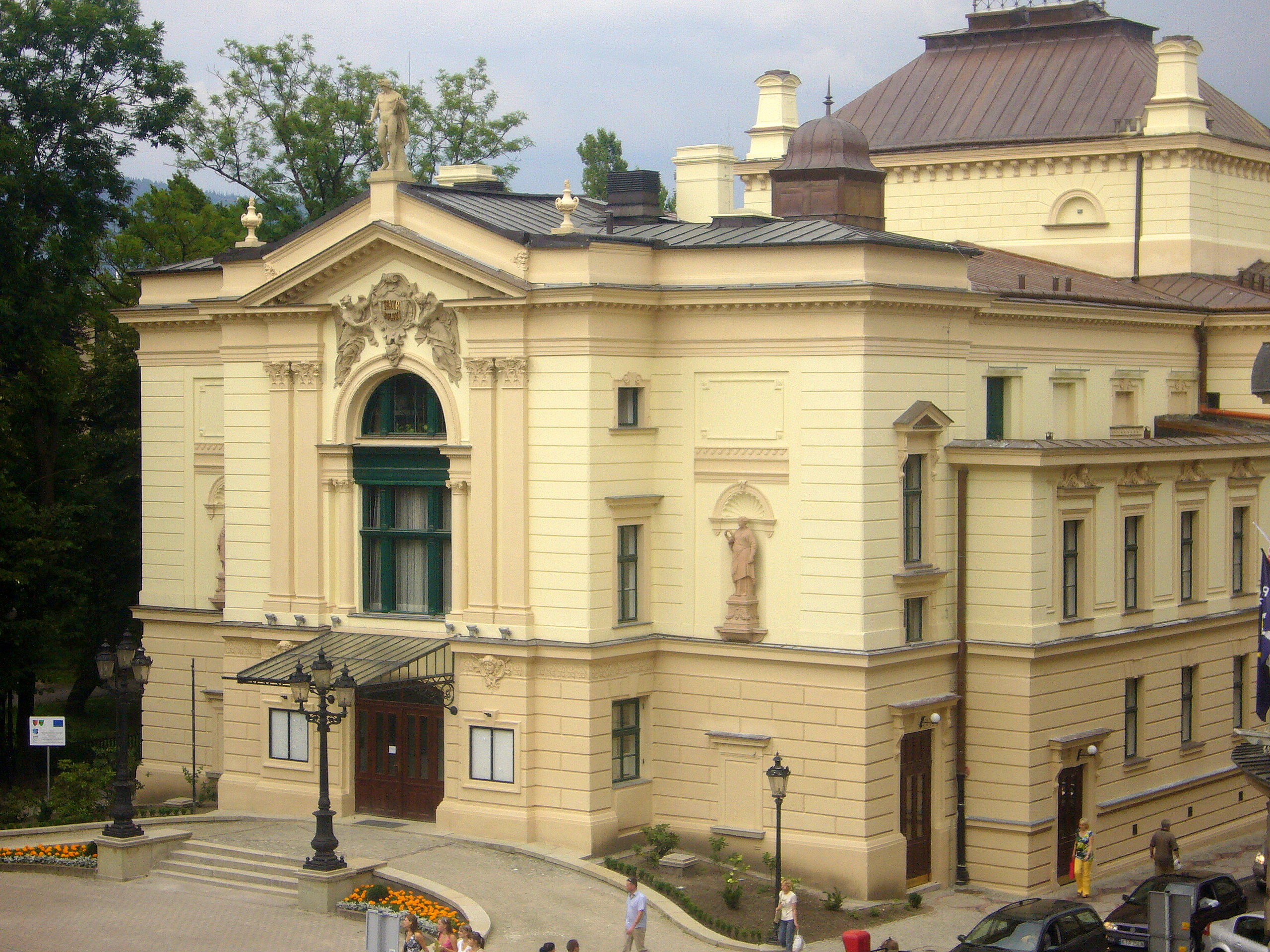
Budova divadla v Bílsku-Bělé

Kromě základní estetické úlohy může divadlo plnit i mnoho dalších funkcí – etickou, výchovnou, politickou, zábavní, náboženskou nebo didaktickou – které podporují účinek divadla a zvyšují jeho celkovou společenskou prestiž v kultuře.

## Členění

### Podle prostorového členění a hereckého projevu
Divadlo zahrnuje rozličné žánry dramatického umění nebo hudebně-dramatického umění podle prostorového členění a hereckého projevu:
- jevištní formy
  - činohra
  - hudební divadlo
    - opera
    - opereta
    - muzikál
    - zpěvohra

  - pohybové
    - balet
    - pantomima
    - tanec

  - loutkové divadlo (případně stínové divadlo nebo černé divadlo)

- nejevištní audiovizuální formy
  - rozhlasová hra a televizní hra
  - film a video

Někdy se nejevištní formy nepovažují za divadlo a divadlo se spolu s rozhlasem, televizí a filmem řadí mezi dramatická (scénická) umění.

### Lidové divadlo
Zvláštním druhem je lidové divadlo, tedy celá škála dramatických prvků v různých projevech lidové kultury (lidové zvyky a obřady, pohádky, pověsti, dětské hry, lidové tance, lidové písně) a samostatné lidové dramatické útvary (různé vánoční kolední hry, hra o Dorotě apod.). Zařazujeme sem i loutkové divadlo.
Například v pohádkách lidový vypravěč vlastně zčásti hraje divadlo (svým projevem dramatizuje děj pohádky, používá mimiku apod.). Pokud jde o zvyky, různé divadelní prvky je možné nalézt hlavně při svatebním obřadu (námluvy prováděné obrazným vyjadřováním, výstupy maskovaných postav v době svatby) a jiných obřadech (chození Mikuláše a Lucie, průvody masek na konci masopustu, vynášení Morany apod.). Patrně nejvyspělejším lidovým divadelním útvarem jsou vánoční kolední a pašijové hry (betlémská hra s námětem narození Krista, hra chození s hadem prezentující biblický příběh vyhnání Adama a Evy z Ráje, chození s kolíbkou va Tři krále, chození s hvězdou na Tři krále). Hra o Dorotě je zdramatizovaná středověká legenda o vztahu vladaře a poddaného (krále a Doroty).

## Dějiny

### Vznik divadla
O vzniku divadla neexistují žádné přímé prameny, jedná se pouze o domněnky a teorie. Podle těchto teorií divadlo pravděpodobně vzniklo z pravěkých slavností a rituálů. Tyto obřady měly snad také zabezpečit úspěšný lov, od kterého bylo přímo závislé přežití pravěkých lidí. Při těchto rituálech člověk používal, mimo jiné, zvířecí masky, aby se co nejvíce připodobnil lovenému zvířeti. Maska se tak možná stala jednou z prvních divadelních rekvizit. Jisté však je, že ještě starověké řecké divadlo se chápalo jako součást kultu a uprostřed jeviště (orchestra) stával obětní oltář.

### Divadlo v období starověku (Mezopotámie, Starověký Egypt)
Šlo o divadlo provozované v kontextu rituálů a náboženských obřadů.
V Mezopotámii šlo o oslavy nového roku, které tehdy probíhaly v březnu.
Předváděna byla Mardukova smrt a zánik Sarpanit, což bylo symbolizováno rozsekáním a spálením soch.
Pozůstatky byly poté převezeny do chrámu. Rituál souvisel se vzkříšením přírody a vyznačoval se kultivovaným
tanečním projevem a integrací hudby i akrobatických prvků.
Ze starověké egyptské kultury se do dnešních dob dochovalo množství různých svitků v kontextu
egyptských bohů (Usírův cyklus zachovaný v Knize mrtvých).
V Číně se za dynastie Šang také objevují počátky divadla.

### Divadlo v antickém Řecku

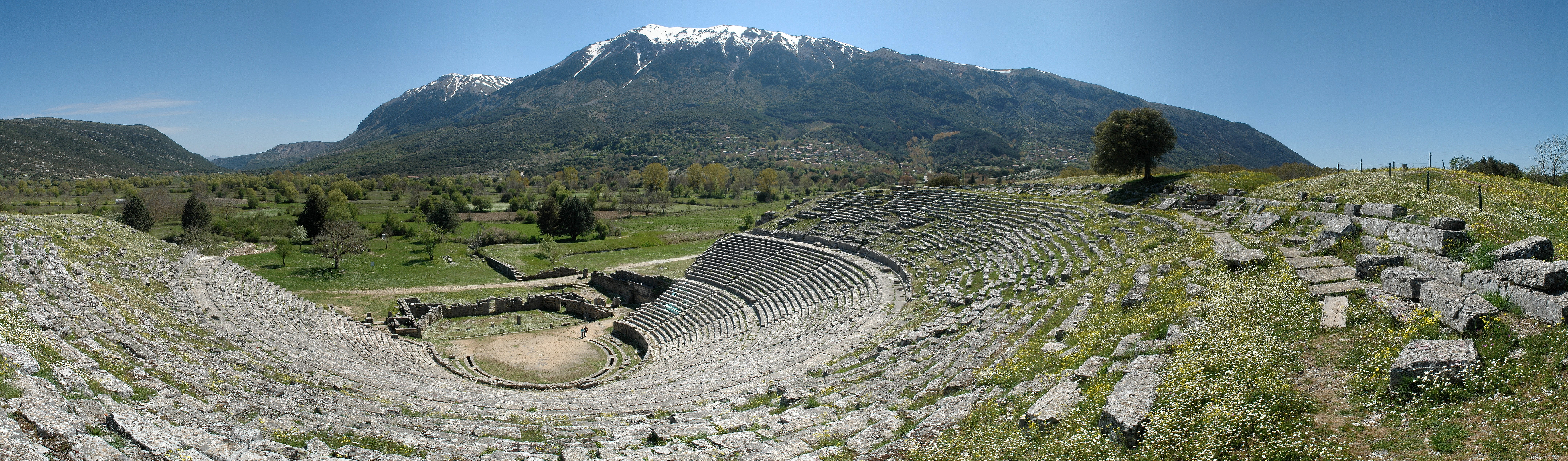
Divadlo v Dodoně (Řecko)

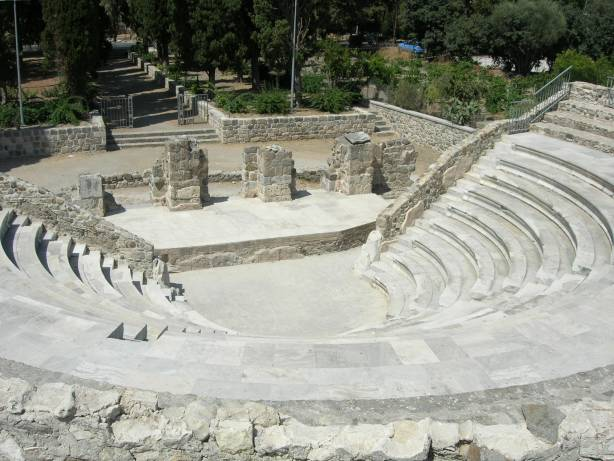
Řecké divadlo na ostrově Kos

Vývoj řeckého divadla můžeme sledovat od 5. do 4. století př. n. l., kdy nastal jeho úpadek. Divadelní umění se zde vyvinulo z náboženských slavnosti, zejména dionýsií, které doprovázel sborový zpěv, živé obrazy a tanec a teprve později je doplnil dramatický děj, předváděný jedním, dvěma a později třemi herci. Divadelní představení se pořádala o velkých svátcích a měla podobu soutěže. Herci byli pouze muži, účastnili se jich však všichni včetně žen a dětí. Thespis snad uvedl v letech 636–633 př. n. l. první tragédii, která se pokládala za vyšší formu, ale brzy se k ní připojila i komedie. Řecké divadlo v této době položilo základ evropskému divadlu, na toto divadlo navázal starověký Řím a tím se rozšířilo do celého světa.
Tragédie i komedie se hrály v přírodních divadlech (theatron od theaomai, dívat se, pozorovat), která se stavěla na návrších. Divadelní prostor byl rozdělen na tři části:
1. Theatron, tj. stupňovitý, terasovitý půlkruhový prostor pro sedící diváky. Některá divadla mohla pojmout i více než 10 tisíc diváků (Epidauros).
2. Orchestra, tj. kruhový či půlkruhový prostor dole uprostřed hlediště, kde původně vystupoval pouze chór, později i herci.
3. Skené čili divadelní budova, obvykle patrová, se sloupovím, balkony a branami, která uzavírala orchestru. Později před ní vzniklo proscénium, vyvýšené nad orchestrou, kde vystupovali jednotliví herci.[1] Když Římané zavedli oponu, vznikla zde „naše“ předscéna.

První divadelní hry měly přesná a poměrně přísná pravidla:
- ještě v Aischylových hrách převládá úloha sboru
- hráli pouze muži, a to i ženské role
- od Aischyla hráli dva herci, třetího zavedl Sofokles; každý však mohl hrát i více rolí, které odlišoval hlasem
- hrálo se ve slavnostních kostýmech s maskami. Maska symbolizovala danou postavu a při změně role se měnila maska, ne oblek. Dutá maska a paruka zvýrazňovala nějakou typickou vlastnost postavy, a zároveň podporovala slyšitelnost mluveného slova pod širým nebem.

#### Významné osobnosti starověkého řeckého divadla
- Thespis (asi 7. století př. n. l.)
- Aischylos (asi 525–456 př. n. l.)
- Sofoklés (asi 496 – 405 př. n. l.)
- Aristofanés (asi 445 – 380 př. n. l.)

### Divadlo v antickém Římě

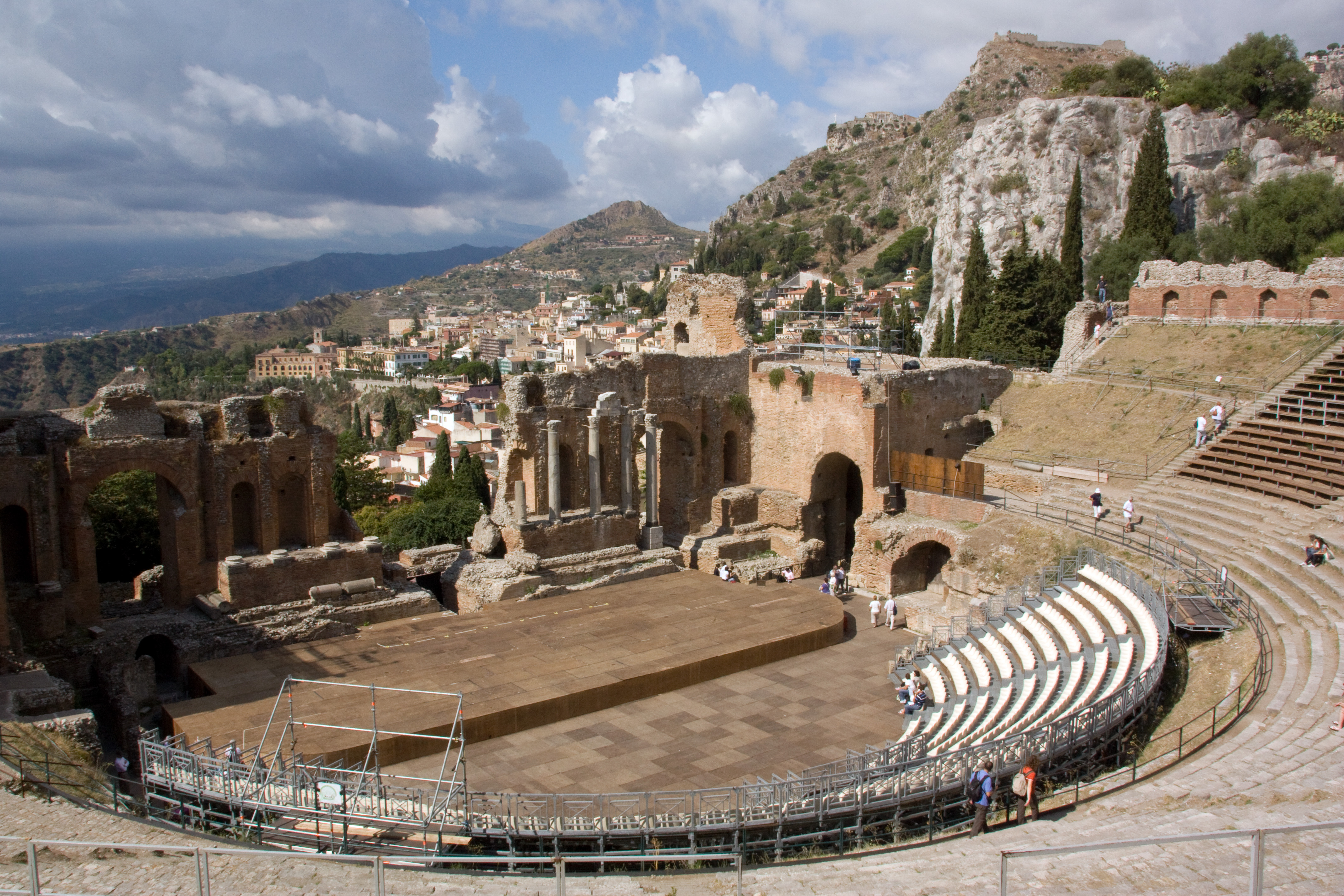
Divadlo v Taormině (Sicílie)

Divadlo Starověkého Říma je pokračováním starořeckého divadla, do něhož vstoupily i prvky etruského divadla. Římané spojili amfiteatrální hlediště s divadelní budovou (scaena) v jeden celek, proscenium bylo nižší a hlubší a orchestra polokruhová. Zavedli také oponu, která se původně vytahovala zespodu. Římská divadla se často stavěla v rovině, což bylo daleko náročnější. Původně byla dřevěná, první kamenné divadlo dal postavit Pompeius v Římě roku 55 př. n. l.
Představení se konala v době slavností ludi Romani (Římské hry) – představení se odehrávala na veřejných prostranstvích, později se začalo se stavbou dřevěných a kamenných divadel. Ve velkých městech císařské doby účelem divadelních představení bylo především bavit, podle státnického hesla panem et circenses – chléb a hry.
Latinský výraz herec (histrio) pochází z pojmenování profesionálních aktérů (ister) etruských představení, která zahrnovala pantomimu, zpěv, tanec a později i improvizovaný dialog. Herci přestali používat masky a namísto toho se po vzoru Etrusků líčili. Herci nedávali důraz na správnou výslovnost a procítěné deklamování textu, ale na výřečnost a přesvědčivost, na výraznou mimiku a gestikulaci, obzvlášť pokud nepoužívali masky. Římané neomezovali počet herců na jevišti, vystupovalo zde tolik herců, kolik hra vyžadovala. Ženské role také začaly hrát ženy-herečky.
Římané především inscenovali latinské překlady řeckých dramat; komedie přebásněné podle řeckých předloh, tzv. fabulae palliatae a komedie čerpající náměty z římského života, tzv. fabulae togatae.

#### Nejznámější tvůrci římských komedií
- Titus Maccius Plautus
- Publius Terentius Afer

Mezi publikem byly nejoblíbenější tzv. attelánské frašky.
Římské divadlo nikdy nedosáhlo tak vysoké úrovně jako divadlo řecké. Jeho význam však spočívá v tom, že Římané zprostředkovali řecké divadelní umění a jeho pokrok dalším národům žijícím na území Římské říše. S úpadkem říše upadlo i divadlo, které bylo později považováno nastupující křesťanskou církví za nežádoucí a bylo zakázáno.

### Středověké divadlo

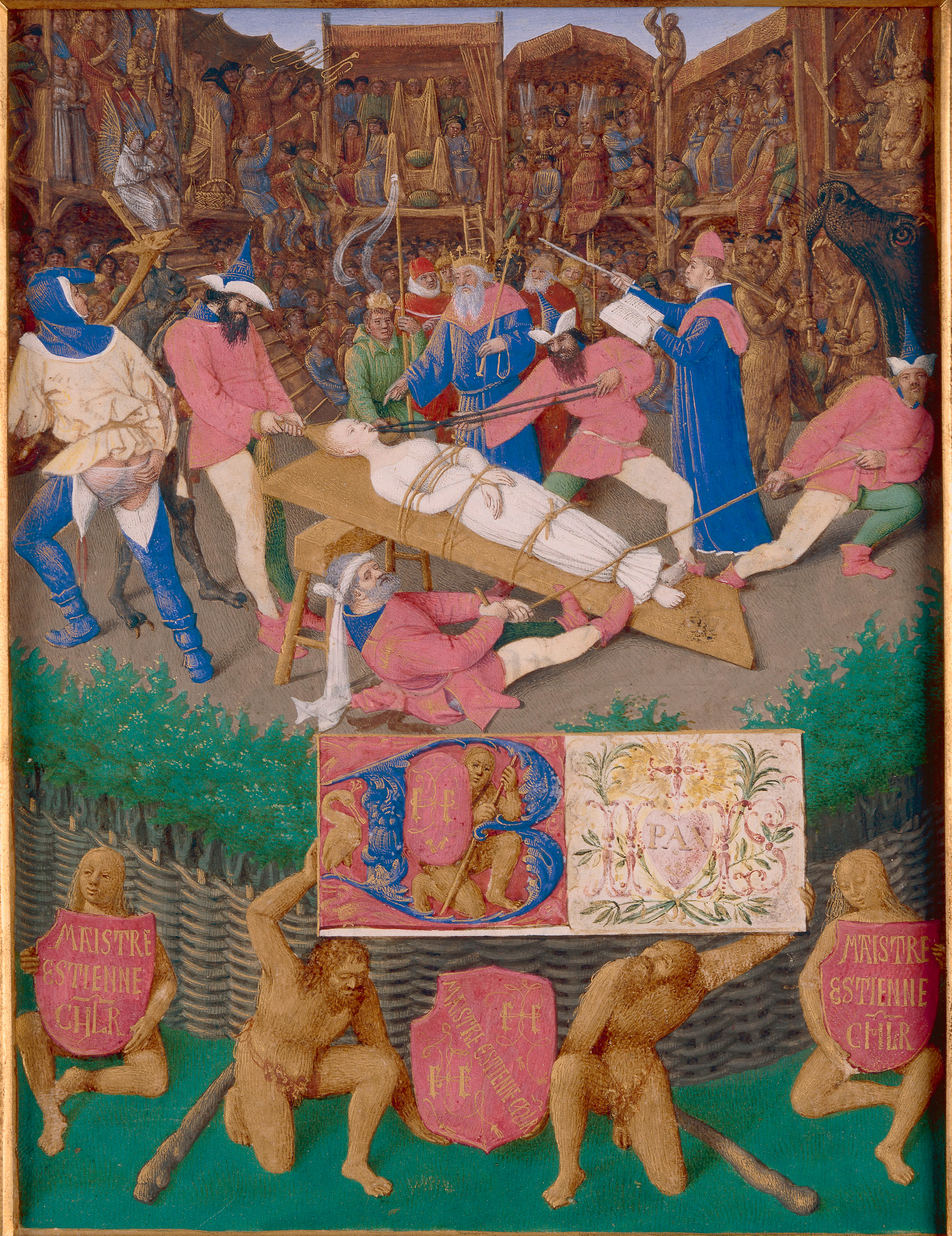
Středověké divadlo o sv. Apoléně

Rozvoj středověkého divadla trval v Evropě od 9. století do poloviny 16. století. Šlechta a církev se snažili o vybudování nové, křesťanské civilizace. Církev sice udržovala antickou literární i filozofickou tradici, populární pozdně římské divadlo však pro jeho pohanský ráz odmítala a účast na něm věřícím zakazovala.
V 9. století sa divadlo začalo rodit znova,[zdroj?] tentokrát však vycházelo z křesťanského kultu. Církev potřebovala oslovit i negramotné lidové masy a přiblížit jim biblické příběhy a postavy. V kostelech se začaly hrát latinské dramatické výstupy při velikonočních bohoslužbách (tzv. velikonoční tropy). Vznikaly i další náboženské žánry jako mystérium, mirákulum a moralita. Kromě náboženských žánrů vznikly později i žánry světské – plebejské: fraška a pastorála.
Hlavní budovou pro středověké divadlo byl kostel. Dramatické výstupy se odehrávaly nejprve při hlavním, později i u vedlejších oltářů. Později divadlo přešlo na veřejná prostranství – na tzv. simultánní jeviště, simultánní proto, že bylo společné pro všechny výstupy. Na jevišti bývaly umístěny malé domečky, tzv. mansiony – na nich byla namalována dekorace a herci stáli vždy před tím, ve kterém se odehrával děj.

### Renesanční divadlo
Období humanistického a renesančního divadla sahá přibližně od počátku 16. do poloviny 17. století. V bohatých městech severní Itálie se od počátku 14. století objevuje nové pojetí umění a krásy, jak v malířství (Giotto di Bondone), tak také v básnictví a literatuře. Dante Alighieri ve svých náboženských básních zdůrazňuje samostatnost a svobodu člověka a od poloviny 15. století s objevem a překlady zejména řecké starověké literatury vzniká renesanční humanismus. Proti asketickým ideálům středověku staví ideál krásy a radosti, zájem o přírodu a starověké dědictví.
Roku 1531 ve Ferraře a roku 1545 v Římě byla postavena první krytá divadla, zachovalo se jen Teatro Olimpico ve Vicenze z roku 1585. Andrea Palladio se na základě důkladného studia římských divadel a literatury pokusil obnovit přesnou podobu starověkého divadla (ovšem pod střechou) a provoz byl zahájen Sofoklovou tragédií Oidipus král. V Itálii vznikly také nové divadelní žánry, a to opera (Claudio Monteverdi, Orfeo z roku 1607) a balet. První operní divadlo vzniklo v Benátkách, odkud se šířilo dále do Evropy.
Změnily se i inscenační techniky – simultánní jeviště vystřídalo jeviště s pohyblivými dekoracemi. Při výrobě dekorací Italové využili objev perspektivy. Dekorace byly malované na plátně, které bylo napnuto na trojbokých hranolech, tzv. telari. Jednalo se o předchůdce dnešních kulis. Takovéto uspořádání jeviště přetrvalo až do našich dob.
Viz též Commedia dell'arte, Alžbětinské divadlo a William Shakespeare.

### Barokní divadlo

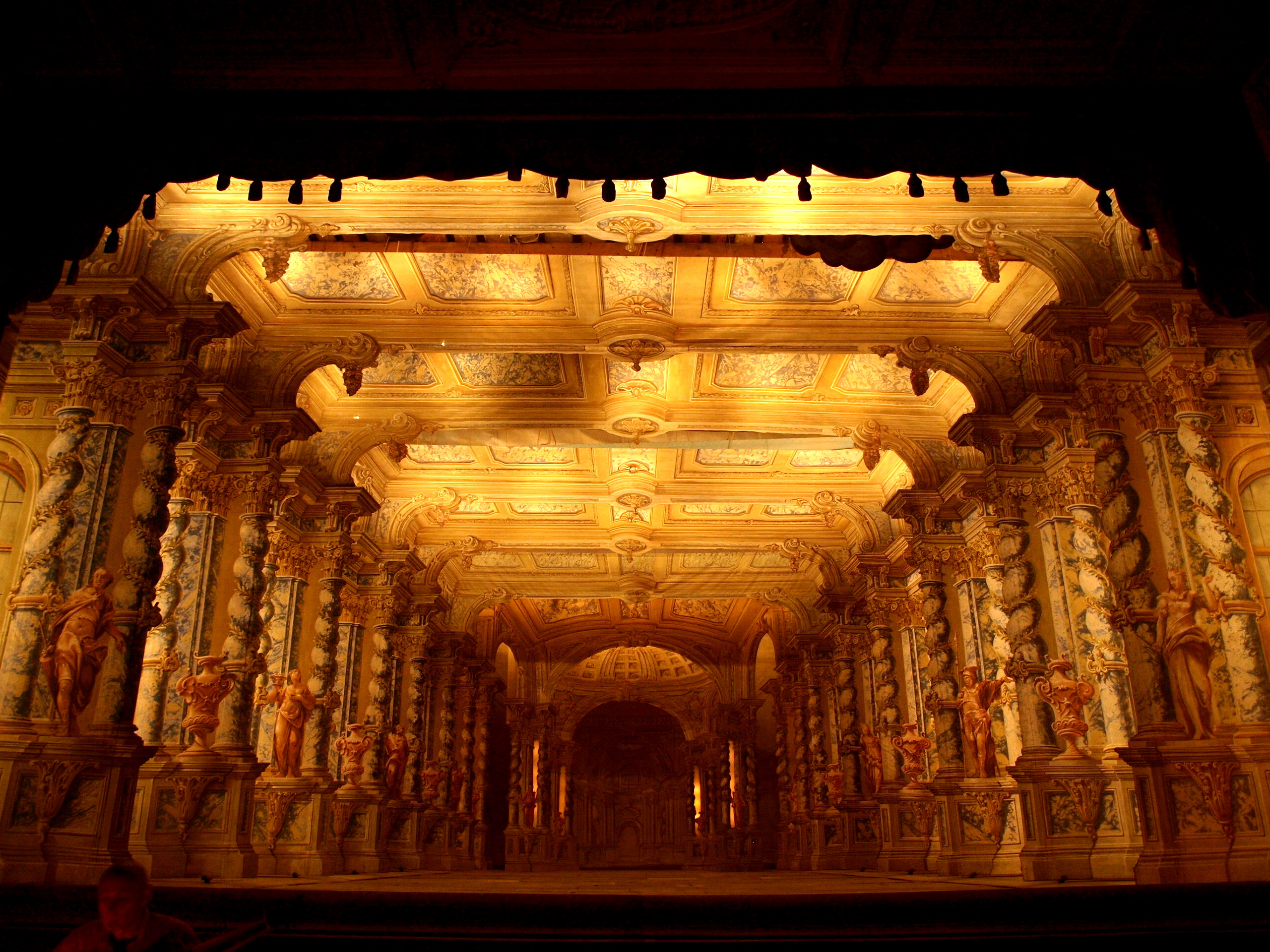
Scéna zámeckého divadla v Českém Krumlově

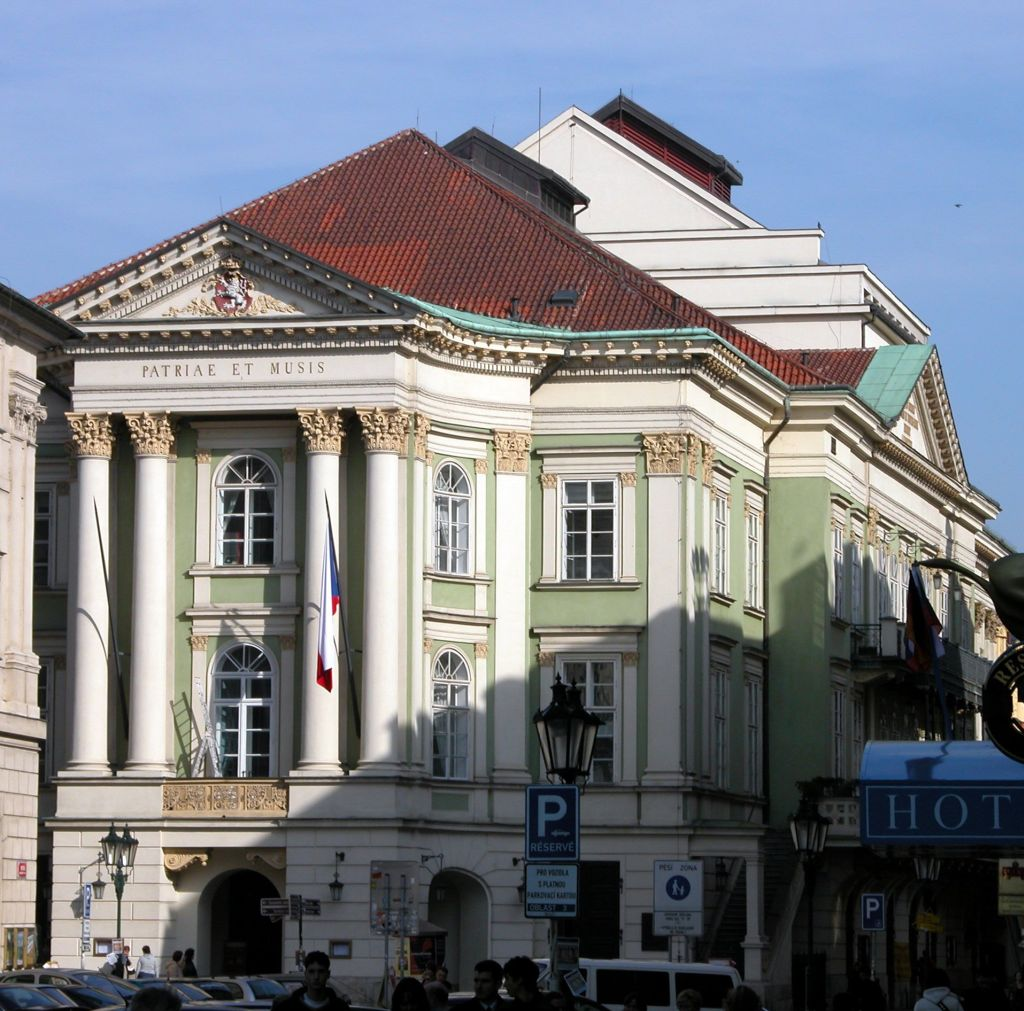
Stavovské divadlo v Praze

V 17. století pronikl barok do všech uměleckých sfér. Divadlo obohatil hlavně o monumentálnost a technické vymoženosti. V městech vznikaly reprezentační divadelní budovy.
Jeviště se proměnilo na kulisové nebo také kukátkové. Mělo velký prostor před oponou, zvaný rampa. Jevištní systém se skládal z několika párů malovaných stěn po stranách (kulisy), rovnoběžně s rampou a oddělených uličkami. Prostor uzavírala zadní stěna – prospekt a nahoře sufity – závěsné pásy látky, které tvořily horní část jevištní dekorace. Objev kulis umožnil využít celou hloubku jeviště a několikrát změnit scénu během představení. Příkladem takové značně mechanizované barokní scény je zámecké divadlo v Českém Krumlově. Tento jevištní systém se používal až do poloviny 19. století a s jistými úpravami v zásadě dodnes.

### Divadlo od baroka po preromantismus – klasicistní drama
Klasicismus vznikl a vyvrcholil v 17. a 18. století na francouzském královském dvoře za vlády Ludvíka XIV., odkud se postupně rozšířil do celé Evropy. Vzorem pro klasicistické umění se stala antika. Umělci viděli smysl v napodobování přírody. Klasicismus sa utvářel pod vlivem racionalistické filozofie (»Myslím, tedy jsem.« – René Descartes). Umění nesmělo protiřečit rozumu, za nejvyšší zákon byl považován soulad pravdy, krásy a dobra.

#### Klasicismus v dílech francouzských autorů
- Pierre Corneille
- Jean Racine
- Molière

Na počátku německého klasicismu stál profesor Johann Christoph Gottsched. Uvedl do Německa francouzské klasické drama a s pomocí divadelní ředitelky a herečky Friederiky Karoliny Neuberové reformoval německé divadlo. Jejich cílem bylo očistit Německo od laciných a bezcenných her a nahradit je překlady francouzské klasiky a vlastní tvorbou. Kritik, teoretik a dramatik Gotthold Ephraim Lessing je považován za tvůrce německého měšťanského dramatu.
Preromantismus v německém dramatu se objevuje hlavně v tvorbě skupiny Sturm und Drang, které se postavila jak proti aristokratickému klasicismu, tak také proti osvícenskému racionalismu. Hnutí zdůrazňovalo tvůrčí svobodu osobnosti odmítající společenské konvence a předsudky a řídící se vlastním srdcem. Upřednostňovalo cit a vášeň před racionalismem a intelektualismem. Do protikladu k městu dávalo volnost přírody. Přiklánělo se k lidovým tradicím. Nejznámější představitelé tohoto hnutí jsou Johann Wolfgang Goethe (1749–1832) a Friedrich Schiller (1759–1805).
V Itálii se proměny zastaralé commedia dell'Arte ujal Carlo Goldoni – nahradil starou improvizovanou komedii typových figur charakterovou komedií. Jeho nejznámější hry:
- Sluha dvou pánů
- Čertice
- Mirandolina

### Divadlo 19. století, romantismus a realismus

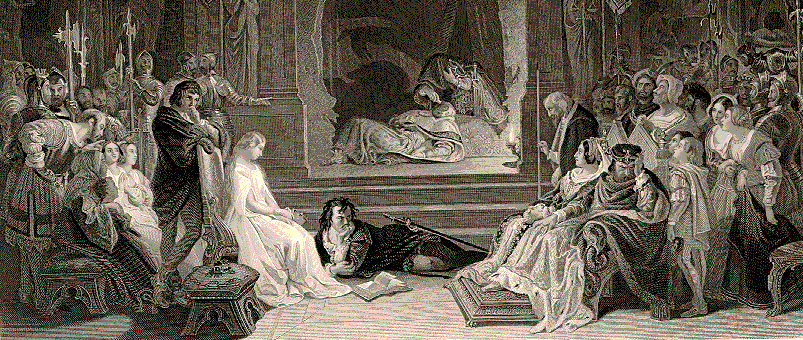
Romantická inscenace Shakespearova Hamleta

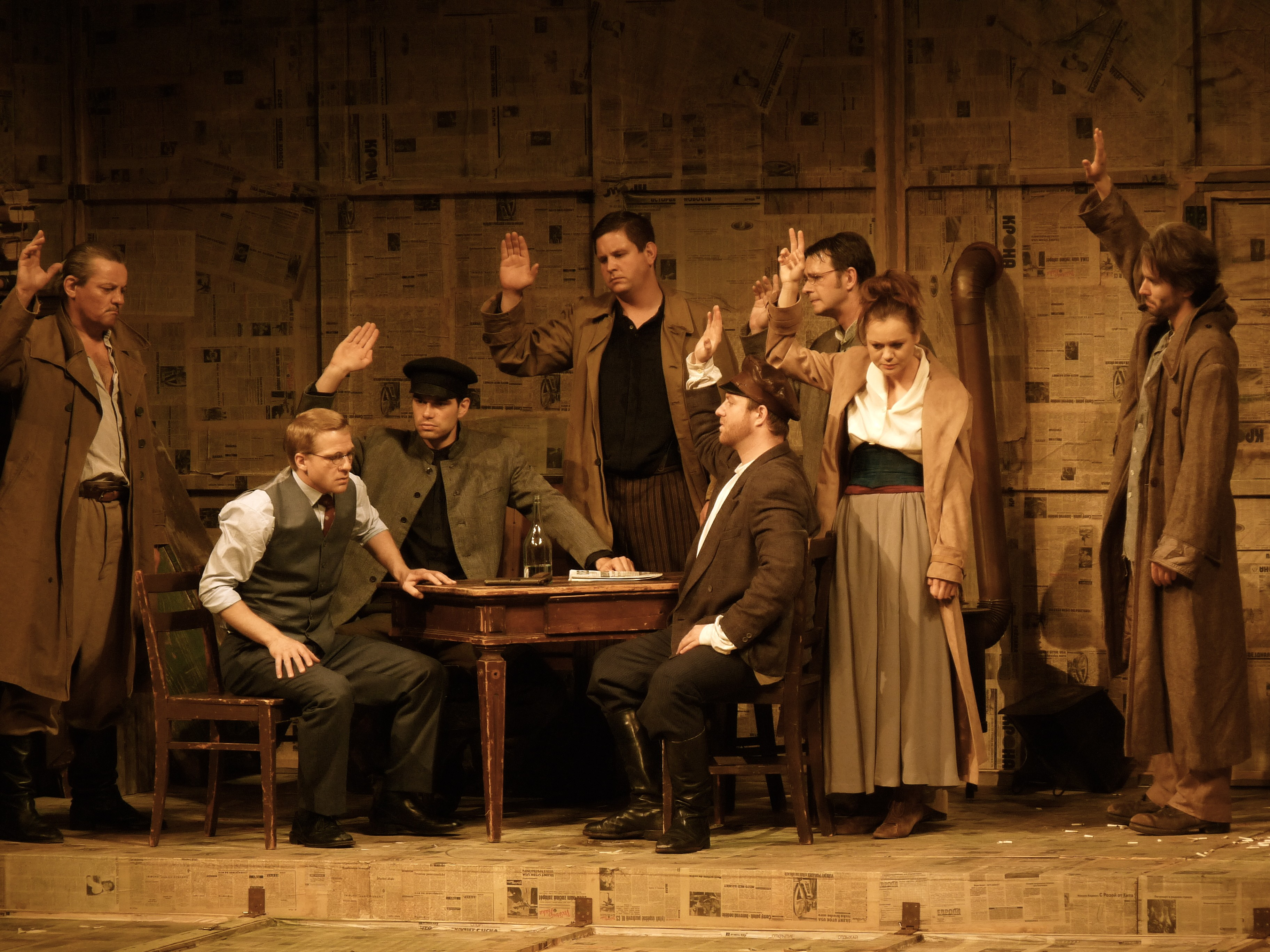
"Mumraj" ve vinohradském divadle

Romantismus se rozšířil jako reakce na příliš rozumové osvícenství a na vzdělance zaměřený klasicismus. Proti vládě rozumu hájili romantici právo citu. Vyžadovali tvůrčí originalitu, vytváření neskutečných světů. Drama obohatili o lyrické prvky a opisy duševních stavů. Jejich základním motivem bylo osobní rozčarování a zklamání. Vynalezli pochmurné „osudové“ drama. Romantismus neměl na divadlo podstatný vliv – působil však na vnitřní strukturu dramatu a na herecké umění. Vnesl do divadla svobodu a pestrost. Oslňoval rušným dějem, fantazií, tajuplností, dobrodružstvím, cizokrajností, velkými tragédiemi lásky a vášně a bohatou výpravou a dekorací.

#### Nejvýznamnější představitelé romantického dramatu
- Victor Hugo
- George Gordon Noël Byron
- Percy Bysshe Shelley
- Alexandr Sergejevič Puškin
- Michail Jurjevič Lermontov

Realismus vznikl ve Francii v 40. letech 19. století jako protipól romantismu, podmíněný také politicky, protože po neúspěšné revoluci v roce 1848 bylo třeba na svět nazírat bez iluzí a fantazie (z latinského realis, skutečný). Jeho nástup podpořil i pokrok vědy a techniky → pozitivismus. Preferováno bylo objektivní zkoumání, metafyzika byla zavržena a umění si začalo osvojovat metody objektivního pozorování. V divadle realismus reprezentovala metoda Meiningenčanů – divadelního souboru Jiřího II., vévody sasko-meiningenského. Usilovali o co nejvěrnější zobrazení skutečnosti, ať už šlo o lidi, kostýmy nebo dekorace.
Naturalismus (z latinského natura, příroda) je metoda uměleckého zobrazení skutečnosti založená na filozofii pozitivismu a darwinismu. Popisoval temné stránky lidského života, vyznačoval se vulgárním jazykem, drastickými a krutými scénami. Život však jen „fotografoval“, nevysvětloval jej, a tak zůstal jen na jeho povrchu. Dekorace měla být odrazem konkrétního životního prostředí, a tak vzbuzovat dokonalý obraz reality.

#### Nejvýznamnější představitelé období realismu a naturalismu
- Honoré de Balzac
- Anton Pavlovič Čechov
- Nikolaj Vasiljevič Gogol
- Henrik Ibsen
- Alexander Nikolajevič Ostrovskij
- George Bernard Shaw
- August Strindberg
- Ivan Sergejevič Turgeněv
- Oscar Wilde
- Émile Zola

### Proměny divadla v první polovině 20. století – vlivy avantgardy
Jedním z prvních avantgardních uměleckých směrů, které ovlivnily divadlo, byl impresionismus. Jeho snahou bylo vyjádření okamžitého smyslového dojmu, nikoliv zobrazovaná skutečnost, ale nálada (imprese). V dramatu se do popředí dostávaly lyrické opisy a epizodní příběhy.
Kromě impresionismu je znát i vliv symbolismu, který přikládal velký význam hlavně obraznosti a fantazii, skutečnost vyjadřoval jen náznakem, symbolem. Do dramatu přinesl maximální stylizaci, která někdy přerostla až do nežádoucí abstrakce – v herectví i ve výpravě.
Německým přínosem do vlny avantgardního umění byl expresionismus. Usiloval o ponor do skutečnosti, vystižení její podstaty, jejího nitra a nejen o zobrazení její vnější podoby. Byl poznamenán životním pesimismem, tísní, napětím a emocemi, způsobenými hlavně první světovou válkou. Expresionistické herectví se liší od realistického tím, že nezobrazuje postavu jako celek, ale jen jako její náčrt a jeho pomocí se snaží zdůvodnit jednání postavy.
V Sovětském svazu vznikl konstruktivismus, inspirovaný technikou, jednoduchostí a účelností technických zařízení, konstrukcí staveb a strojů, a to zejména ve scénografii.

#### Další směry a představitelé
Impresionismus
- Adolphe Appia (scénograf)
- Edward Gordon Craig (scénograf)
- Stéphane Mallarmé (dramatik)

Symbolismus
- Paul Claudel (dramatik)
- Maurice Maeterlinck (dramatik)
- Edmond Rostand (dramatik)
- Émile Verhaeren (dramatik)

Avantgarda
- Georg Keiser (dramatik)
- Max Reinhardt (režisér)
- Ernst Toller (dramatik)

Dadaismus
- Hugo Ball
- Richard Huelsenbeck (dramatik, bubeník, básník)
- Alfred Jarry (dramatik)
- Tristan Tzara

Surrealismus
- Guillaume Apollinaire
- Antonin Artaud
- André Breton
- Jean Cocteau

Futurismus
- Filippo Tommaso Marinetti (dramatik)
- Luigi Pirandello (dramatik)
- Enrico Prampolini (scénograf)

Konstruktivismus
- Sergej Michajlovič Ejzenštejn (režisér)
- Vladimir Vladimirovič Majakovskij (dramatik)
- Vsevolod Emiljevič Mejerchold (režisér)
- Alexandr Jakovlevič Tairov (režisér)
- Jevgenij Bagrationovič Vachtangov (režisér)

### Stanislavskij, absurdní drama a epické divadlo (Brecht)
Konstantin Sergejevič Stanislavskij a Vladimir Ivanovič Němirovič-Dančenko se stali zakladateli jedné z nejvýznamnějších divadelních institucí na světě – Moskevského uměleckého akademického divadla, známého také pod zkratkou MCHAT. Stanislavskij vytvořil svoji vlastní hereckou metodu, kterou sám nazval psychickým realismem. Herci se museli plně ztotožnit s rolí, museli ji prožívat, museli umět zdůvodnit své chování na jevišti. Do hry vstoupily nálady, náznaky, odstíny citů namísto okázalých gest a efektních pohybů.
Ze Stanislavského školy vyšly režisérské osobnosti sovětského divadla:
- Vsevolod Emiljevič Mejerchold
- Jevgenij Bagrationovič Vachtangov
- Alexander Jakovlevič Tairov

#### Epické divadlo a efekt odcizení (Verfremdungseffekt)
Dramatický a divadelní model je postaven na rozbití divákovy iluze, že na jevišti není předváděn skutečný život skutečných postav, ale že jde jen o iluzi, o divadelní představení. Divák má být takto veden k aktivnímu porovnávání divadelního příběhu s realitou a svým vlastním životem.
Po formální stránce dramatici nahradili přítomný dramatický čas časem minulým a epickým, v hrách vystupuje množství postav a vypravěč, scéna se často mění. Podstatou je odcizení: herec musí mít odstup od textu, nesmí se ztotožnit s úlohou, postavu má představovat, racionálně objasnit a nemá diváka citově vázat. Mezi zcizovací efekty patří písně, komentáře, transparenty, přestavba scény bez spuštění opony apod.
Hlavním představitelem epického divadla se stal německý dramatik, režisér a divadelní teoretik Bertolt Brecht. Mezi jeho nejznámější díla patří: Baal, Žebrácká opera, Matka Kuráž a její děti, Život Galileiho, Dobrý člověk ze Sečuanu a Kavkazský křídový kruh.

#### Absurdní drama
Nazýváno někdy i jako tzv. antidrama, neboť je postaveno na nihilistické koncepci a vychází z existencialismu. Dílům často chybí souvislý děj a zápletka. Motivace postav je neznámá, (ne)komunikace mezi postavami nabývá absurdní charakter, chybí i rozuzlení hry. Postava je obyčejně osamělý člověk, neschopný komunikovat s ostatními.

#### Představitelé absurdního dramatu
- Eugène Ionesco (Židle, Plešatá zpěvačka)
- Samuel Beckett (Čekání na Godota, Šťastné dny)
- Václav Havel (Zahradní slavnost, Audience)
- Norman Frederick Simpson

#### Experimentální divadlo
Experimentální divadlo je souhrnné označení pro vizuální i akusticky orientované představení, které není narativního charakteru. Vychází více z vizuality, gesta, tance (současného), nonverbality, zvuku, absentuje literární příběh a dramatizace.
Futuristické divadlo. Totální divadlo. Drama předmětů. Merz – divadlo. Figurální kabinet. Divadlo rukou. Performance. Butó. Taneční divadlo. Pohybové divadlo. Experimentální akustická poezie. Multimediální divadlo. Interaktivní divadlo.
Edward Gordon Craig: Umění divadla vzniklo z gesta a tance. Dnešní dramatici nejsou dětmi divadla, ale literatury.

### Divadlo 20. a 21. století

#### Americká dramatika psychologického realismu
- Tennessee Williams

#### Malé formy
V reakci na složitý provoz a honosné budovy "kamenných" divadel vznikala už začátkem 20. století ve Francii, v Německu i v USA malá divadélka s několika herci, komickými, satirickými a často improvizovanými představeními. V Praze mělo velký úspěch Osvobozené divadlo (1927) s Voskovcem, Werichem a Ježkem, od 60. let vzniklo mnoho malých divadel (Divadlo Na zábradlí, Semafor, Divadlo Járy Cimrmana v Praze, Divadlo Husa na provázku v Brně a řada jiných).
Světově proslula polská malá a experimentální divadla, například „Laboratorium“ J. Grotkowského v Opole se 34 sedadly.

#### Dramatici posledních desetiletí 20. století a začátku 21. století
- Graham Greene
- Václav Havel
- Elfriede Jelineková
- Sarah Kane
- Bernard-Marie Koltès
- Dea Loher
- Marius von Mayenburg
- Martin McDonagh
- Carlos Murillo
- Caryl Phillips
- Harold Pinter
- Virgilio Piñera
- Mark Ravenhill
- Roland Schimmelpfennig
- Tom Stoppard
- Arnold Wesker

## Mimoevropské divadelní formy

### Japonsko
- Nó – japonské tradiční divadlo
- Kabuki – japonské stylizované divadlo
- Bunraku – japonské loutkové divadlo